# Anna Tibaijuka

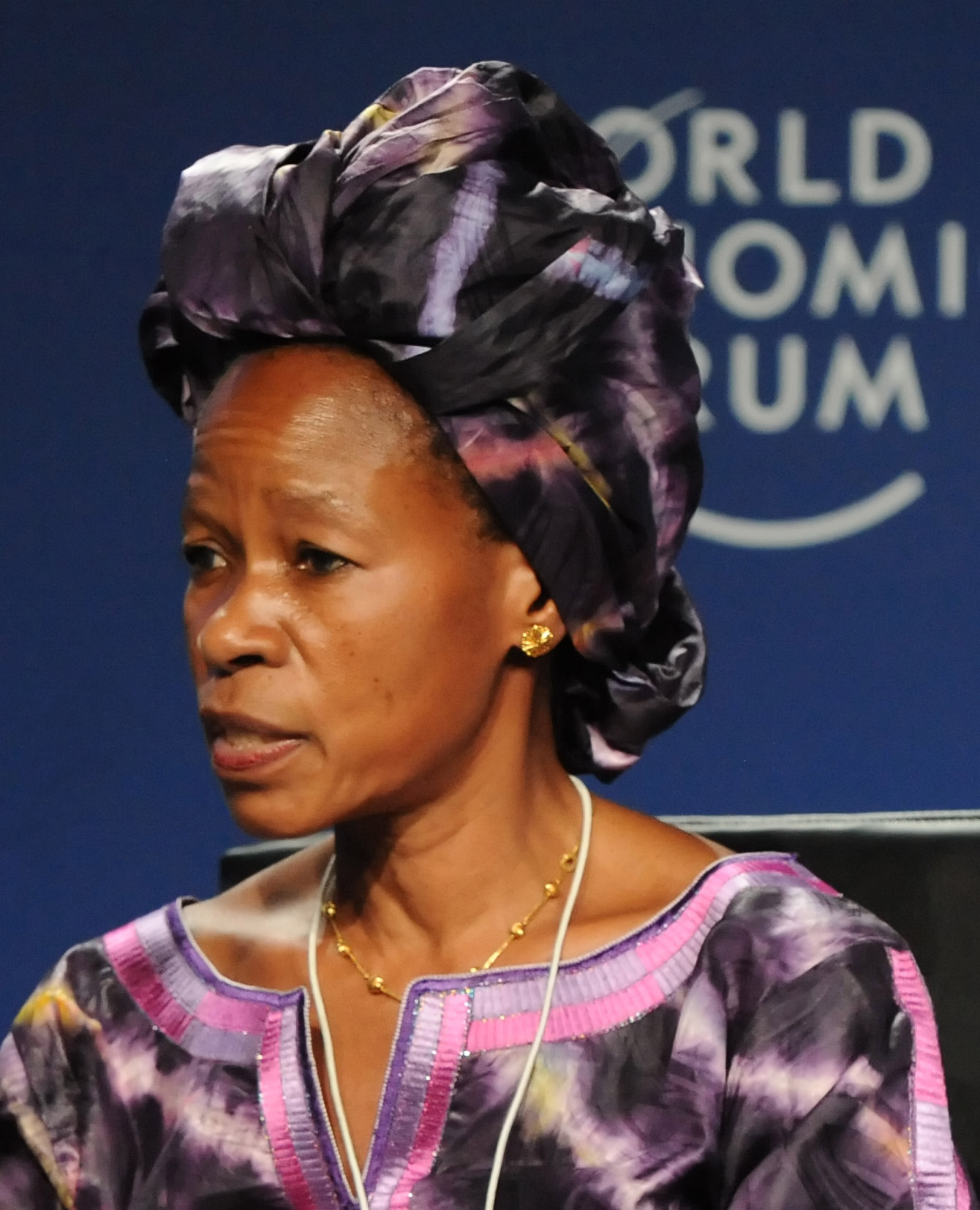
Anna Tibaijuka, 2010

Anna Kajumulo Tibaijuka (* 12. Oktober 1950 in Kagabiro, Muleba, Tansania) ist eine tansanische Politikerin und Wirtschaftswissenschaftlerin. Von 2002 bis 2010 war sie Exekutivdirektorin des United Nations Human Settlements Programme, anschließend bis 2014 Ministerin für Wohn- und Siedlungswesen unter Ministerpräsident Mizengo Pinda.

## Leben

### Kindheit und Familie
Anna Tibaijuka wurde als fünftes von elf Kindern in eine Kleinbauern-Familie in der Region Kagera am Ufer des Victoriasees geboren. Sie besuchte auf Betreiben ihres Vaters eine Missionsschule in Tansania.
In den 1970er Jahren heiratete sie Wilson Tibaijuka. Dieser war unter anderem in den 1990er Jahren tansanischer Botschafter in Schweden. Sie ist Mutter von fünf Kindern. Ihr Ehemann verstarb im Jahr 2000.

### Karriere
Von 1972 bis 1975 studierte sie Agrarökonomie an der University of Dar es Salaam, anschließend machte sie an der Schwedischen Universität für Agrarwissenschaften in Uppsala einen Doktor in diesem Fach.
Von 1993 bis 1998 war sie Professorin für Wirtschaftswissenschaften in Daressalam. In dieser Zeit nahm sie im Auftrag der tansanischen Regierung an verschiedenen Konferenzen wie dem World Food Summit (Rom, 1996) und der United Nations Conference on Human Settlements (Istanbul, 1996) teil. Im November 1997 wurde sie Mitglied des wissenschaftlichen Beirats der UNESCO.
Im Jahr 2000 wurde sie Leiterin des United Nations Centre for Human Settlements. Nach dessen Umwandlung in ein UN-Programm war sie ab 2002 Exekutivdirektorin des United Nations Human Settlements Programme (UN-HABITAT). Ab 2004 war sie Mitglied der Commission for Africa, einer siebzehnköpfigen Kommission unter dem Vorsitz von Tony Blair, die in Vorbereitung auf den  G-8-Gipfel 2005 die Probleme Afrikas analysieren sollte.
Im Juli 2004 erhielt sie die Ehrendoktorwürde der Heriot-Watt University in Anerkennung ihrer Leistungen auf den Gebieten der Wohlfahrtsökonomie und Frauenrechte. 2005 wurde sie von UN-Generalsekretär Kofi Annan zur Sonderbotschafterin zu den Vorgängen der Operation Murambatsvina in Simbabwe ernannt.
Im Jahr 2010 endete Tibaijukas zweite Amtszeit an der Spitze von UN-HABITAT. Sie wurde Parlamentsabgeordnete in ihrem Heimatland Tansania und übernahm das Ministerium für Wohn- und Siedlungswesen im Kabinett von Ministerpräsident Mizengo Pinda. Außerdem wurde sie zur Vorsitzenden des Water Supply and Sanitation Collaborative Council (WSSCC) gewählt.

## Schriften
- 1979: Strategies  for  Smallholder  Agricultural  Development in  West Lake Region Tanzania. Uppsala:  Swedish  University  of Agricultural  Sciences.
- 1993: Tanzania's Priority Social Action Programme. Dar es Salaam University Press
- 1996: Poverty and Social Exclusion in Tanzania. International Institute for Labour Studies
- 1998: The Social Services Crisis of the 1990s. London: Ashgare Publishing